# Magyarmocsár
Magyarmocsár (1899-ig Mocsár, szlovákul: Močiar, később Močárany) Nyarádkelecsény településrésze Szlovákiában, a Kassai kerület Nagymihályi járásában.

## Fekvése
Nagykapostól 3 km-re, délkeletre fekszik. Nyarádkelecsény keleti részét alkotja.

## Története
A 18. század végén, 1799-ben Vályi András így ír róla: „MOCSÁR. Két falu Ungvár Várm. földes Ura a’ Tudományi Kintstár, másiknak pedig a’ K. Kamara, lakosai katolikusok, és másfélék, fekszenek egy máshoz nem meszsze, földgyeik jók, vagyonnyaik külömbfélék, el adásra alkalmatos módgyok van.”
Fényes Elek 1851-ben kiadott geográfiai szótárában így ír a faluról: „Mocsár, magyar falu, Ungh vmegyében, Unghvárhoz dél-nyugotra 2 2/4 órányira: 57 r., 19 g. kat., 204 ref., 6 zsidó lak., földje közép termékenységű. Van itt 12 jobbágy telek és 1900 h. 60 vágásra osztott erdő. Uradalmi birtok: 156 h. szántóföld, 102 h. rét, 68 h. legelő s másik a tavak közt 46 holdnyi. F. u. a kegyes alapit. kincstár.”
1910-ben 325-en, túlnyomórészt magyarok lakták. 1920-ig Ung vármegye Nagykaposi járásához tartozott, majd az újonnan létrehozott csehszlovák államhoz csatolták. 1938-1945 között ismét Magyarország része.
1943-ig önálló község volt, azóta Nyarádkelecsény (vagy Kaposkelecsény) néven összevonták Magyarkelecsény és Ungnyarád településekkel.

## Lásd még
- Nyarádkelecsény
- Magyarkelecsény
- Ungnyarád

## Külső hivatkozások
- Községinfó